# 木下通博
木下 通博（きのした みちひろ、1954年8月23日 - 2015年12月13日）は、日本の俳優。京都府京都市出身。

## 来歴・人物
東映剣会のメンバーとして東映製作の時代劇を中心に斬られ役として活躍。『暴れん坊将軍VIII』ではめ組の一員としてレギュラー出演していた。
晩年は兵庫県赤穂市の観光大使を務めていたが、2015年12月13日の義士祭前夜祭イベント出演中に倒れ、胸部大動脈解離のため死去。
61歳没。

## 出演

### 映画
- 日本の黒幕（1979年、東映） - 重宗行雄
- 制覇（1982年、東映） - 丸山勝弘
- 序の舞（1984年、東映） - 人力車夫
- 極道の女たちII（1987年、東映）
- 必殺4 恨みはらします（1987年、松竹）※ノンクレジット
- 吉原炎上（1987年、東映） - 金魚屋
- 社葬（1989年、東映） - ライバル紙の販売拡張員
- 226（1989年、松竹富士） - 土井清松
- 壬生義士伝（2003年、松竹） - 薩摩軍大将
- ぼくんち（2003年、東映） - 魚屋
- みんな、はじめはコドモだった「イエスタデイワンスモア」（2008年） - ダイクノクマ
- 忍たま乱太郎（2011年、ワーナー・ブラザース映画）
- 太秦ライムライト（2014年、リバー株式会社） - 太田邦彦
- 時代劇は死なず ちゃんばら美学考2015（2016年） - 殺陣実演 ※遺作

### テレビドラマ
- 桃太郎侍（NTV / 東映） ※高橋英樹版
  - 第212話「本家玉川一座と元祖玉川一座」（1980年） - 桜川一座の一員
  - 第222話「出世、ご免蒙ります」（1981年）
- 服部半蔵 影の軍団シリーズ（KTV / 東映）
  - 服部半蔵 影の軍団 第21話「潜伏! 蛇の穴」（1980年8月19日）
  - 影の軍団II 第9話「呪われた抱擁」（1981年12月1日）
  - 影の軍団IV
    - 第8話「闇にきらめく遊女の群れ」（1985年5月21日）
    - 第12話「地中にうごめく夜の蜘蛛」（1985年6月18日）

  - 影の軍団 幕末編
    - 第3話「女は二度燃える」（1985年10月21日）
    - 第8話「殺しの鈴は闇に鳴る」（1985年11月25日）
    - 第13話「影は永遠に!」（1985年12月30日） - 盤鬼
- 長七郎天下ご免! 第97話「江戸しぐれ おかめの涙」（1981年11月19日、ANB / 東映）
- 暴れん坊将軍（ANB / 東映）
  - 吉宗評判記 暴れん坊将軍
    - 第170話「血斗! 甲州笛吹川」（1981年） - 杢兵衛
    - 第197話「河豚より怖し小判鮫」（1982年） - 甚太

  - 暴れん坊将軍II
    - 第39話「命がけだよ一目惚れ!」（1983年） - 侍
    - 第46話「金襴緞子の罠を撃て!」（1983年） - 浪人
    - 第132話「この世の憂さを呑む女!」（1985年） - 左近次の仔分
    - 第150話「おんな大学 新さん疑惑の夜働き!?」（1986年） - 侍
    - 第165話「稲妻に裂かれた二人旅!」（1986年） - 大工
    - 第179話「夢かるた、師走の謎唄!」（1986年） - 手代

  - 暴れん坊将軍III
    - 第3話「これぞ庶民の目安箱」（1988年） - 村田
    - 第20話「さらわれたお葉」（1988年） - 門番
    - 第34話「秘めた駆け落ち、涙のかんざし」（1988年） - 中間
    - 第40話「娘十七はぐれ唄」（1988年） - 忍び
    - 第41話「お庭番を愛した女」（1988年） - 配下
    - 第72話「痛快! 天下を正す目安箱」（1989年） - 牢番
    - 第79話「帰って来た炎の男」（1989年） - 役人
    - 第102話「復讐! 鬼女の涙」（1990年） - 巳之吉
    - 第103話「この子どこの子め組の子」（1990年） - 用心棒
    - 第104話「死闘! 護持院ヶ原の果し状」（1990年） - 浪人

  - 暴れん坊将軍IV
    - 第11話「大岡越前、なみだの鉄拳!」（1991年） - 仲山
    - 第20話「愛しき炎の剣!」（1991年） - 供侍
    - 第51話 (SP)「隠された壱千万両 家康の埋蔵金を追え!」（1992年）
    - 第59話「炎上! 銃口に立つ大岡越前!」（1992年） - 浪人
    - 第68話「危うし! 吉宗、妖刀村正騒動」（1992年） - 新田貢
    - 第71話「謎! 流人船、いずこへ」（1992年） - 当八

  - 暴れん坊将軍V
    - 第23話「盗っ人新さん、二代目襲名」（1993年） - 地廻り
    - 第29話「新さん負けるな! 大競馬」（1993年） - 浪人
    - 第31話「空を飛んだ米相場」（1993年） - やくざ者

  - 暴れん坊将軍VI
    - 第1話 (SP)「吉宗潜入! 謀略の城 偽将軍宣下を阻止せよ!」（1994年）
    - 第8話「め組が運んだ涙の訴状」（1994年） - 地廻り
    - 第11話「大喧嘩! め組対定火消し」（1995年） - 壷振り
    - 第23話「わが子を裁く鬼の父」（1995年） - 力蔵
    - 第33話「女賞金稼ぎ 修羅の花道!」（1995年） - 役人
    - 第48話「盗賊の娘」（1995年） - 平助
    - 第49話「人斬り子守唄」（1995年） - 浪人

  - 暴れん坊将軍VII 第2話「江戸怪奇 吉宗魔界を斬る!」（1996年） - 鹿島右近
  - 暴れん坊将軍VIII（1997年 - 1998年） - 忠太（レギュラー）
  - 暴れん坊将軍IX（1998年 - 1999年） - 忠太（レギュラー）
  - 暴れん坊将軍X（2000年） - 忠太（レギュラー）
  - 暴れん坊将軍 800回新春スペシャル（2001年） - 忠太（レギュラー）
  - 暴れん坊将軍XI 第10話「め組に舞い降りた天女!」（2001年）
  - 暴れん坊将軍XII 第8話「大岡越前切腹!! 吉宗、苦悩の決断!」（2002年）
- 松平右近事件帳（NTV / ユニオン映画）
  - 第12話「若君を消せ!」（1982年）
  - 第16話「残された赤ん坊」（1982年）
  - 第27話「はぐれ鳥の唄」（1982年）
  - 第34話「義賊と鳥追い」（1982年）
  - 第42話「女賊稲妻お松」（1983年）- 侍
  - 第50話「闇に咲く花なみだ花」（1983年）
- 新・松平右近 第16話「藪が名医で名医が藪か」（1983年、NTV / ユニオン映画）
- 遠山の金さん （ANB / 東映）※高橋英樹版
  - パート1
    - 第4話「奇々怪々! 二度死んだ女」（1982年4月29日）
    - 第9話「大江戸最大の誘拐事件!」（1982年6月3日）
    - 第57話「男の挽歌・白夜に散った女!」（1983年6月9日）
    - 第66話「姓は女医、名は酔いどれ芸者!」（1983年年8月18日）
    - 第81話「剣客秘話・女だてらに道場破り!」（1984年1月12日）
    - 第89話「決死の殴り込み・死装束の遠山金四郎!」（1984年3月15日）
    - 第91話「京の貴公子・綾小路菊麿さまお成り!」（1984年3月29日）
    - 第98話「人呼んで"桜吹雪の女"II」（1984年5月31日）
    - 第126話「闇の女元締・唐獅子のお駒!」（1985年1月10日）
    - 第145話「蕾のままで散る女・春駒屋お夏!」（1985年6月13日）
- 大岡越前（TBS / C.A.L）
  - 第6部 第18話「幽霊屋敷を訪ねた女」（1982年7月5日） - 銭屋の子分
  - 第7部 第18話「女が墜ちた焦熱地獄」（1983年8月22日） - 坂井の配下
  - 第8部 第18話「名乗れぬ証人は将軍様」（1984年11月19日） - 借金取り
  - 第9部 第20話「見えぬ目が見た真犯人」（1986年3月10日） - 子分
  - 第13部 第13話「母は凶賊さみだれお仙」（1992年2月8日） - 賊の一味
  - 第15部 第1話「大岡越前」（1998年8月24日） - 仁七
- 水戸黄門（TBS / C.A.L）
  - 第10部 第4話「仇討ち箱根馬子唄 ‐箱根‐」（1979年9月3日） - 雲助
  - 第11部
    - 第10話「北の岬の仇討 ‐八戸-」（1980年10月20日）
    - 第23話「鎌倉彫にかけた意地 -鎌倉-」（1981年1月19日） - 相模屋の用心棒

  - 第12部 第18話「天下一品喧嘩そうめん ‐龍野‐」（1981年12月28日） - 伝八の子分
  - 第13部
    - 第4話「欲望渦巻く金山地獄 -三島-」（1982年11月8日） - 巨摩屋の手下
    - 第18話「網にかかった悪い雑魚 ‐石州・浜田-」（1983年2月14日） - 鉄平
    - 第24話「とどけ馬子唄 瞼の母に -熊本-」（1983年3月28日） - 源五郎の子分

  - 第14部
    - 第8話「陰謀砕いた薪能（前編）-盛岡-」（1983年12月19日） - 近習
    - 第17話「天下無敵の女棋士 -天童-」（1984年2月20日） - 門番
    - 第26話「湯けむり格さん子守唄 -山中-」（1984年4月23日） - 中盆
    - 第33話「じゃじゃ馬娘の婿選び -姫路-」（1984年6月11日） - 浪人
    - 第36話「夫婦喧嘩で悪退治 -徳島-」（1984年7月2日） - 亀五郎の子分

  - 第15部
    - 第1話「謎の美剣士 隠密旅 -高松-」（1985年1月28日） - 駕籠屋A
    - 第12話「偽黄門様は喧嘩医者 -小倉-」（1985年4月15日） - 若者
    - 第18話「無念晴らした槍の仇討ち -福山-」（1985年5月27日） - 門弟
    - 第38話「父と呼ばれた格之進 -大宮-」（1985年10月14日） - 勢造の子分

  - 第16部
    - 第3話「関所に巣喰う鬼退治 -箱根-」（1986年5月12日） - 雲助
    - 第12話「京人形に賭けた芸妓の意地 -京-」（1986年7月14日） - 和田屋の手下
    - 第39話「旅遥か 恋の船唄 -水戸-」（1987年1月19日） - 鹿島屋の手下

  - 第17部
    - 第6話「悲願仇討ち傘女房	-岐阜-」（1987年10月5日） - 熊五郎の子分
    - 第7話「お嬢様は女盗賊 -津-」（1987年10月12日） - 家臣
    - 第10話「泣き笑い献上仏壇 -尾張-」（1987年11月2日） - 奉行所捕り方
    - 第12話「銃に群がる悪い奴 -堺-」（1987年11月16日） - 三国屋の手下
    - 第23話「黄門様の占い縁結び -姫路-」（1988年2月1日）

  - 第18部
    - 第9話「悪計暴いた白頭巾 -諏訪-」（1988年11月7日）
    - 第16話「嫁が救った唐津焼 -唐津-」（1988年12月26日） - 藤馬の供
    - 第18話「怨みの仮装舞踏会 -長崎-」（1989年1月16日）

  - 第19部
    - 第5話「謎の剣士! 烏天狗 -中村」（1989年10月23日） - 藩士
    - 第17話「輪島塗りに潜む罠 -輪島-」（1990年1月22日） - 玄次の子分
    - 第29話「天下御免の大芝居 -江戸-」（1990年4月16日） - 丹波屋の手下

  - 第20部
    - 第1話「水戸黄門 -水戸・江戸‐」（1990年10月22日） - 刺客
    - 第34話「天誅! 謎の虚無僧 -富山-」（1991年7月1日） - 子分

  - 第21部
    - 第3話「頑固比べで縁結び	-小浜-」（1992年4月20日） - 雲助
    - 第8話「河豚に当った黄門様 -長府-」（1992年5月25日）- 中盆
    - 第14話「瞼の父は偽黄門 -宇和島-」（1992年7月6日） - 勘五郎の子分

  - 第22部
    - 第9話「天狗に狙われた娘	-新宮-」（1993年7月12日） - 勘八
    - 第30話「黄金の島の鬼退治 -佐渡-」（1993年12月6日） - 虎五郎の子分

  - 第23部
    - 第5話「涙でついた母の嘘 -追分-」（1994年8月29日）
    - 第8話「狙われた娘馬子 -善光寺-」（1994年9月19日）
    - 第26話「悪が群がる山鹿灯籠 -山鹿-」（1995年2月6日）
    - 第28話「美人かあちゃん 子沢山 -延岡-」（1995年2月20日） - 役人
    - 第30話「世直し剣が悪を斬る -今治-」（1995年3月6日）
    - 第32話「酒にのまれて人殺し -兵庫-」（1995年3月20日） - 捕り方
    - 第38話「悪が群がる御用金 -甲府-」（1995年5月1日） - 間柄

  - 第24部
    - 第5話「母と名乗れぬ女の涙 -桑名-」（1995年10月16日）
    - 第11話「悪を懲らした大予言 -松山-」（1995年11月27日）
    - 第19話「悪を糺した瀬戸の花嫁 -広島-」（1996年1月29日）
    - 第26話「女地獄の大掃除 -韮崎-」（1996年3月18日）
    - 第36話「嫁を認めた天明茶釜 -佐野-」（1996年6月3日）

  - 第25部
    - 第6話「黄門様の仮女房 -吉田-」（1997年1月27日） - 辰巳屋の三下
    - 第9話「瞼の父は銭の虫 -吉野-」（1997年2月17日） - 門倉屋の人足
    - 第16話「子供たちの恩返し -中津-」（1997年4月14日） - 今津屋の人足
    - 第23話「帰らぬ兄は逃亡者 -小松-」（1997年6月2日） - 鬼若の子分
    - 第32話「嫁と認めぬ頑固者 -八戸-」（1997年8月4日） - 役人

  - 第26部
    - 第2話「涙の母の祝唄 -高野-」（1998年2月16日） - 仙蔵
    - 第15話「白磁に咲いた恋の花 -伊万里-」（1998年5月25日） - 伝蔵の子分
    - 第22話「網干の祭りの鬼退治 -姫路-」（1998年7月13日） - 役人

  - 第27部 第24話「亡霊になって悪退治 -松代-」（1999年8月30日） - 千田屋の従業員
  - 第28部
    - 第5話「母子涙の大井川 -島田-」（2000年4月10日）- 兵六の子分
    - 第19話「千両箱で町おこし -守口-」（2000年7月24日） - 権次

  - 第29部
    - 第2話「藩を揺がす贈り物 -水戸-」（2001年4月9日）
    - 第12話「父を呼ぶ子の鯖街道 -小浜-」（2001年6月18日）

  - 第30話
    - 第6話「酔いどれ親父の北国に春 -盛岡-」（2002年2月11日） - 酔っ払い
    - 第20話「新妻お娟の大奮闘 -唐津-」（2002年5月27日） - 熊吉

  - 第31話
    - 第6話「娘剣士の上意討ち -吉田-」（2002年11月18日）
    - 第18話「消えた御老公 -福山-」（2003年2月24日）

  - 第32話
    - 第8話「決戦! 加賀百万石 -金沢-」（2003年9月22日） - 一角坊
    - 第17話「老公を叱った娘漁師 -磐城-」（2003年12月8日）- 金井

  - 水戸黄門 1000回記念スペシャル（2003年12月15日）
  - 第35話 第13話「黄門様のお供は偽千太 -人吉-」（2006年1月16日） - 役人
  - 水戸黄門 ナショナル劇場50周年記念特別企画スペシャル（2006年3月13日） - 安
  - 第36話
    - 第5話「美人女医は暴れん坊 -富山-」（2006年9月22日） - 人足の親分
    - 第16話「銘酒を守った頑固者 -宮島-」（2006年11月20日）- 鳴門屋の手下

  - 第37話
    - 第8話「嘘泣き父子の二人旅 -久保田-」（2007年5月28日） - 下役
    - 第13話「藩を守った女剣士 -八戸-」（2007年7月2日）- 服部左内
    - 第22話「嘘から出た真ごころ -二本松-」（2007年9月10日）- 役人

  - 第39話 第20話「踊り子の想いを繋ぐ天の橋立 -宮津-」（2008年3月9日）
  - 第40話 第18話「鬼の継母と意地悪姉妹 -大垣-」（2008年12月7日）- 藤吉
  - 第41話 第5話「にせ者殺到! 孫探し -鳥羽-」（2009年5月24日）- 熊五郎
- 長七郎江戸日記（NTV / ユニオン映画）
  - 第1シリーズ
    - 第4話「風流編笠節」（1983年11月8日）
    - 第18話「友情雪の舞」（1983年2月21日）
    - 第27話「仇花、風に舞う」（1984年6月5日）- 小室
    - SP-6「風雲!旗本奴と町奴」（1986年4月1日）

  - 第2シリーズ
    - 第5話「仇討ちという殺人」（1988年2月9日） - 侍
    - 第15話「三途の橋」（1988年5月10日）
    - SP-6「最後の挑戦・さらば長七郎」（1989年9月26日）
- 江戸を斬るVII（TBS / C.A.L）
  - 第7話「恐怖の凶賊紅蝙蝠」（1987年3月9日）
  - 第15話「火炎地獄の女」（1987年5月4日）
  - 第25話「願い叶えた千両富」（1987年7月13日）
- 江戸を斬るVIII
  - 第3話「悪が群がる地獄島」（1994年2月14日）
  - 第13話「愛しい娘が殺人者」（1994年4月24日） - 中盆
  - 第18話「育ての父が親の敵」（1994年5月30日）
- 三匹が斬る!シリーズ（ANB / 東映）
  - 三匹が斬る!
    - 第7話「勇み肌、男はご法度女人里」（1987年12月3日） - 雲助
    - 第20話「かごで行く、噂の名医は吸血鬼」（1988年3月24日） - 法眼の配下

  - 続・三匹が斬る!
    - 第6話「御神水、飲んで飲まれて悪徳商売」（1989年1月19日） - 卯之助
    - 第17話「評判の、早春蘭が死を招く!」（1989年5月4日） - 丹羽藩士

  - 続続・三匹が斬る!
    - 第6話「母しぐれ、金が仇の地獄旅」（1990年2月15日）
    - 第15話「五木の里、つむじ風吹く女人屋敷」（1990年5月17日）

  - また又・三匹が斬る!
    - 第2話「男売ります、悲しき提灯奉行」（1991年4月18日）
    - 第21話「さらば三匹! 今宵お命頂戴致す!!」（1991年10月24日） - 中野石扇の配下
- 名奉行 遠山の金さん（ANB / 東映）
  - 第1シリーズ 第3話「引裂かれた妻の夢」（1988年5月5日）
  - 第2シリーズ 第6話「甘い囁きは女の敵」（1989年7月6日） - 板前
  - 第3シリーズ 第15話「消えた殺人者、美女の仇討!」（1990年12月20日） - 客
  - 単発スペシャル「江戸城転覆! 女忍者の復讐」（1991年10月10日） - 用心棒
  - 第4シリーズ 第15話「覗かれた砂絵の女」（1992年3月5日） - 地廻り
  - 第5シリーズ
    - 第18話「外国船に潜入した女」（1993年8月26日） - 音吉
    - 第22話「旗本残酷物語 いれずみ侍の涙」（1993年9月23日） - 浪人
    - 第25話「罠にはまった盗賊夫婦」（1993年11月4日） - 中間

  - 第6シリーズ
    - 第4話「米騒動、殺しの尼僧」（1994年7月7日） - 用心棒
    - 第20話「夫の情死を探る妻」（1994年12月15日） - 浪人

  - 第7シリーズ 第15話「肝っ玉母さんと邪教の女」（1996年2月1日） - 黒竜坊
- 八百八町夢日記 （NTV / ユニオン映画）
  - 第1シリーズ
    - 第3話「盗っ人ざんげ」（1989年10月31日）
    - 第10話「おりん慕情」（1989年12月19日） - 加賀美
    - 第21話「お人好し」（1990年3月27日）
    - 第24話「道楽息子の涙」（1990年5月8日）
    - 第29話「次郎吉花火」（1990年7月3日） - 旗本黄羽織組
    - 第33話「次郎吉に惚れた男」（1990年9月11日）

  - 第2シリーズ
    - 第15話「泣くな、真四郎」（1991年2月4日）
    - 第23話「命かけての恋で候」（1991年5月26日）
    - 第28話「見破られた次郎吉」（1991年7月14日）
- あばれ八州御用旅（TX / ユニオン映画）
  - 第1シリーズ 第5話「唐丸破り!!人情切り裂く三千両」（1990年5月11日） - 和助
  - 第2シリーズ 第12話「愛を切り裂く高瀬舟」（1991年7月5日）
  - 第3シリーズ 第5話「一天地六 賽の目地獄」（1992年8月14日）
  - 第4シリーズ 
    - 第3話「悲恋の行方! 欺かれた八州廻り」（1994年4月22日）
    - 第8話「消えた八千両 悲しい女の夢芝居」（1994年5月27日）
- 銭形平次（CX / 東映）※北大路欣也版
  - 第1シリーズ 第11話「水底の鐘」（1991年）
  - 第5シリーズ 第4話「疑惑の果て」（1995年）
  - 第7シリーズ 第5話「暗闇に消えた五千両 スペシャル」（1998年）
- 将軍家光忍び旅 （ANB / 東映）
  - 第1シリーズ 第12話「大井川、決死の関所破り!」（1992年）
  - 第2シリーズ 
    - 第6話「妻籠哀しや! おさと観音」（1992年） - 子分
    - 第16話「軽井沢、旗本五千石を敵と狙う女」（1993年） - 駕籠屋
- 闇を斬る!大江戸犯科帳（NTV / ユニオン映画）
  - 第1話「闇奉行 誕生!」（1993年）
  - 第19話「蛍大名」（1993年）
- 江戸の用心棒シリーズ（NTV / ユニオン映画）※高橋英樹版
  - パートI 第13話「天下を分けた女の斗い」（1994年） - やくざ
  - パートII
    - 第7話「悪事千里を走る」（1995年） - 寺社方役人
    - 第12話「女は度胸の珍商売」（1996年） - 山城屋人足頭
- 南町奉行事件帖 怒れ!求馬 (TBS/C.A.L)
  - パートⅠ
    - 第4話「密命帯びた男の剣」（1997年） - 四ツ車大八
    - 第6話「消えた女囚」（1997年） - 虎吉

  - パートⅡ 第13話「孫の駆け落ち」（1999-2000年）
  - 大江戸を駈ける!
    - 第6話「狙われた休日」（浅草）
    - 第13話「危険な好奇心」（霊岸島）
- 隠密奉行朝比奈 （CX / 東映）
  - 第1シリーズ 第8話「京の罠 逃げ出した花嫁」（1998年）
  - 第2シリーズ 第10話「朝比奈暗殺計画」（1999年）
- 痛快!三匹のご隠居 第5話「娘を捨てた母 越すに越されぬ大井川」（1999年11月18日、ANB / 東映）
- 八丁堀の七人 （ANB / 東映） 
  - 第1シリーズ 第2話「千両箱に罠を張れ! 狙われた同心の娘」（2000年1月20日）
  - 第4シリーズ 最終話「切腹まであと二日! 最後の激闘!!」（2003年3月10日）- 旗本
- 木曜ミステリー おみやさんシリーズ（EX）
  - 第3シリーズ 第9話「8年前の医療ミス!?女性記者が落ちた罠」（2004年8月26日） - 八百屋
  - 第4シリーズ 第2話「人気の女流作家に二重疑惑!!母が殺意を抱く瞬間」（2005年4月28日） - クラブマネージャー
  - 第8シリーズ 最終話 第1部「38年目に動き出した未解決事件! 亡き妻に捧げる愛憎の果てに…」（2011年6月23日）
  - 第9シリーズ 第1話「VS.京都地検の女!20年後に動き出した二重誘拐トリック!!息子に会いたい…母の叫びと復讐の銃弾!資料に裏切られたおみやさん」（2012年4月12日） - 刑事
- 太閤記〜天下を獲った男・秀吉（2006年、EX / 東映）
- 金曜プレステージ 大奥スペシャル〜もうひとつの物語〜（2006年12月29日、CX / 東映）
- 遠山の金さん 最終話「さらば金さん!! 暴かれた奉行の正体…白熱の最後の白州」（2007年3月20日、EX / 東映） - 黒兵衛の子分 ※松平健版
- 新春ワイド時代劇 徳川風雲録 八代将軍吉宗（2008年1月2日、TX / 東映）
- だんだん（2008年、NHK連続テレビ小説）
- 必殺シリーズ（ABC / 松竹）
  - 必殺仕事人2009 第2話「厚顔無恥」（2009年1月16日）
  - 必殺仕事人2012 （2012年2月19日） - 胴元
- 鬼龍院花子の生涯（2010年6月6日、EX / 東映） - 熊（鬼政の子分）
- 大河ドラマが描かない坂本龍馬の真実（2010年6月29日、NTV）
- 逃亡者 おりん2 第1話（2012年2月21日、TX / C.A.L） - 刺草
- 雲霧仁左衛門 第1シリーズ 第6話「最後の大仕事」（2013年11月8日、NHK-BSプレミアム）※2013年版
- 水曜ミステリー9 刑事の十字架（2014年、TX＝BSジャパン / C.A.L）
- 信長のシェフ 第2シリーズ 第5話（2014年、EX / 東映）
- 土曜ワイド劇場
  - タクシードライバーの推理日誌・38「伊勢志摩 貝の中の殺意」（2015年8月29日、EX）
  - ドクター彦次郎 第1話「顔と身体を自在に変える謎の連続殺人犯！ヤブ医者が治療したら手術痕が消えた!?」（2015年10月3日）- 土方利夫
- 水曜ミステリー9 さすらい署長 風間昭平・12「阿波おへんろ殺人事件」（2015年11月11日、TX） - 本郷力也
- 鬼平犯科帳スペシャル「浅草・御厨河岸」（2015年12月18日、CX / 松竹） - 賭場の中盆

### オリジナルビデオ
- メタル侍（2009年、コロムビアミュージックエンタテインメント） - 越後屋役

### バラエティ・情報番組
- ダウンタウンDX 第1回（1993年10月21日、読売テレビ） - 任侠映画を模したミニドラマ部分において東映剣会の小峰隆司、司裕介、峰蘭太郎と共に出演。